# Црна
Црна (мак. Црна Река — «Чорна річка») — одна з найбільших річок Північної Македонії, права, друга найбільша притока Вардара. Довжина річки — 207 км, перепад висот від витоку до гирла — 631 м. Басейн Црни розміром 5093 км² охоплює переважно південно-західну частину Північної Македонії, а також невелику територію на півночі Греції. Црна утворює найдовший каньйон у Північній Македонії: Скочивирську ущелину. У нижній течії побудовано гідроелектростанцію Тіквеш, яка утворила водосховище.
Виток Црни розташований поблизу села Желєзнєц общини Демир-Хисар в Пелагонійському регіоні на висоті близько 770 м над р. м. Гирло розташоване на висоті 130 м над р. м.
Течія річки розділяється на верхню гірську, середню рівнинну Пелагонійську та нижню долинну Тиквеську. Середня й нижня частини річки є забрудненими через діяльність людини. У басейні Црни розташовані 20 общин з 338 населеними пунктами, з яких 3 міста: Битола, Прилеп і Крушево.
Переважна частина басейну Црни розташована на території Північної Македонії, проте невелика частина займає територію Греції, де протікає права притока Црни - річка Сакулева чи Єлашка. На ній стоїть місто Флорина.

## Притоки
Найбільшими притоками Црни є Драгор, Шемніца й Сакулева.

### Драгор
Драгор — невелика річка довжиною близько 32 км. Протікає через місто Битола, впадає в річку Црна. 

## Історія

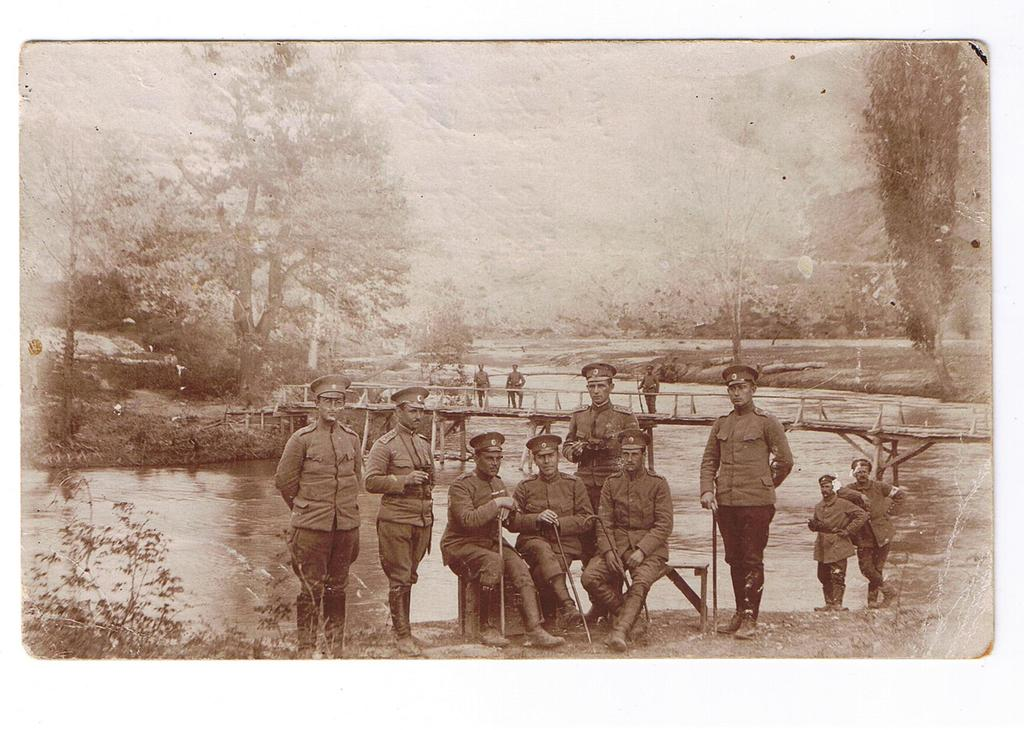
Болгарські офіцери поблизу мосту через Црну (1917)

Під час Першої світової війни поблизу середньої течії річки пролягала частина Македонського фронту. У жовтні-листопаді 1916 року на південному вигині Црни поблизу сіл Брод і Скочевір відбулася битва на Црні, упродовж якої сербські та французькі війська за допомогою артилерії та піхотних частин прорвали фронт болгарських і німецьких військ. За наслідками цієї битви сили Антанти захопили Битолу.
Утім контрудари болгарських і німецьких сил не дозволили силам Антанти розвинути наступ. На зиму позиції залишалися незмінними, а в квітні-травні 1917 року французьке командування спробувало посунути німців і болгар від Црни шляхом наступу, який, проте, виявився невдалим.
У 1962 році в нижній течії Црни поблизу міста Кавадарці розпочалося спорудження загати та гідроелектростанції. У 1968 році були запущені перші турбини. Велике водосховище змінило течію річки та вплинуло на її біоту.